# 이매뉴얼 에크포
이매뉴얼 에크포(영어: Emmanuel Ekpo, 1987년 12월 20일 ~ )는 나이지리아의 전 축구 선수로, 공격형 미드필더와 윙어로 활약했다.

## 구단 경력
에크포는 칼라바 로버스의 유소년 시스템에서 초기를 보낸 후 나이지리아 프로페셔널 풋볼 리그의 아크와 유나이티드와 에님바에서 프로 선수로 활약했다.
에크포는 2008년 4월 15일, 콜럼버스 크루와 계약을 체결했고, 2008년 6월 28일, 콜로라도 래피즈와의 경기에서 인상적인 선제골을 터뜨렸다. 이후 2008년 MLS컵, 2008년 MLS 서포터즈 쉴드, 2009년 서포터즈 쉴드 리피트에서 우승하며 클럽에서의 첫 세 시즌 동안 모든 대회에서 80경기 이상 출전하는 등 크루 팀의 귀중한 일원으로 활약했다.
2011년 12월, 에크포는 크루와 재계약하지 않으면서 자유계약선수가 되었다. 2012년 2월에는 올레 군나르 솔셰르 감독이 이끄는 노르웨이의 몰데와 2014년까지 3년 계약을 체결했다.
몰데에서 두 시즌 반을 보낸 에크포는 2014년 7월, 헤우게순으로 이적했고, 계약이 만료된 2014년 시즌을 끝으로 헤우게순을 떠났다.
2016년 10월, 에크포는 뉴질랜드 클럽 이스턴 서베브스에 합류했다.

## 국가대표팀 경력
에크포는 2007년 올아프리카 게임 예선에 참가했고, 2008년 CAF 올림픽 예선에 참가했으며, 2008년 하계 올림픽 기간 동안 나이지리아 국가대표팀의 경기에 출전해 은메달을 획득했다. 그는 나이지리아의 6개 대회에서 모두 후반전 교체 투입되었다.
2011년 9월 6일, 에크포는 국가대표팀에서 처음으로 합류했다. 그는 아르헨티나와의 친선 경기에서 3-1로 패한 경기에서 20분을 뛰었다.